# Dandolo (famiglia)
I Dandolo sono una famiglia patrizia di Venezia che giocò un ruolo importante nella storia della Repubblica di Venezia e alla quale diede quattro dogi.

## Storia

### Origini
Le cronache fanno risalire la famiglia ad antichissime origini altinati, ad un ramo della romana gens Ursia, a cui erano collegati Orso e Teodato Ipato, rispettivamente il terzo e il quarto doge della Venezia Marittima, così come l'altra grande famiglia ducale degli Orseoli, regnanti tra la seconda metà del X secolo e la prima metà dell'XI secolo.

Attestati nel novero delle famiglie patrizie originarie, si insediarono dapprima a Torcello e quindi a Rialto, nella zona dell'insula di San Luca.

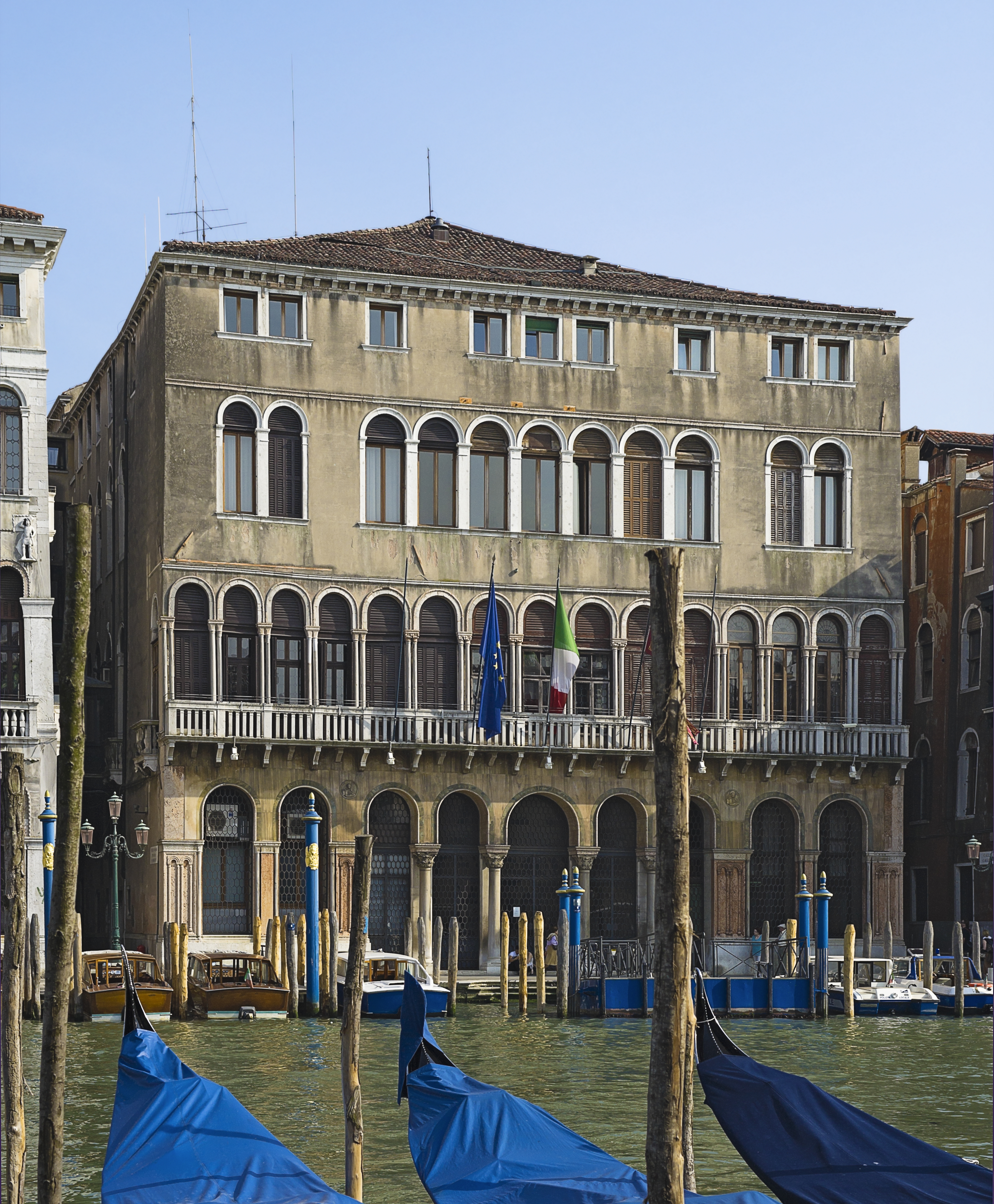
Ca' Farsetti-Dandolo, antico palazzo della famiglia, eretto nel secolo XIII in stile veneto-bizantino, oggi sede del Comune di Venezia.

### Ascesa
Dopo il 1000, i Dandolo risultano, particolarmente impegnati nelle attività mercantili con l'Oriente bizantino, con numerosi interessi commerciali e beni a Costantinopoli.
È a Domenico Dandolo, considerato il capostipite storico, che si attribuisce, tra il 1018 e il 1025, il trasferimento a Venezia del corpo di San Tarasio, donato al monastero di San Zaccaria, con un atto destinato a sancire l'ascesa sociale della famiglia in seno al ceto mercantile veneziano. È ancora attorno agli anni'20 o '30 del secolo che i Dandolo procedono a erigere la chiesa di San Luca, assieme ai Pizzamano, altra famiglia con interessi in quella stessa parte di città.

Il costante interesse dei Dandolo, oltre che per il commercio, per l'attività politica, li portò a sedere frequentemente nei consigli ducali, acquisendo sempre maggiore influenza sino a giungere, nel 1130, all'elezione di uno dei rampolli della famiglia, Enrico, a Patriarca di Grado.
Il successo dell'elezione patriarcale, oltre ad accrescere il prestigio della famiglia e dare accesso ai vasti benefici ecclesiastici connessi, segnò però un'involontaria battuta d'arresto nell'ascesa dei Dandolo, allorché sorsero gravi contrasti politici tra il patriarca Enrico e il doge Pietro Polani. Tali contrasti finirono per portare, nel 1147, alla fuga in esilio del Dandolo e alla devastazione delle proprietà di famiglia a Venezia. La pace con i Polani venne siglata solo nel 1151 con il matrimonio tra un nipote del Patriarca, Andrea, e Primera Polani, fatto che permise di ridare slancio alla scalata sociale dei Dandolo, anche grazie al vasto patrimonio frattanto accumulato dal Patriarca a Costantinopoli.

### Da Enrico a Giovanni, Francesco e Andrea Dandolo: famiglia ducale

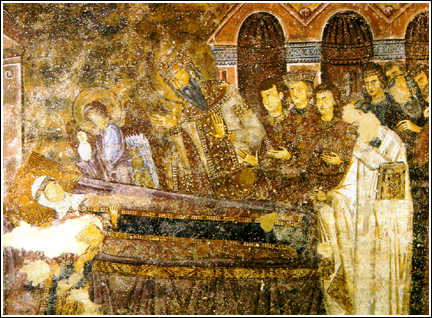
Affresco raffigurante la morte di Anna Dandola, regina dei Serbi, nel monastero di Sopoćani.

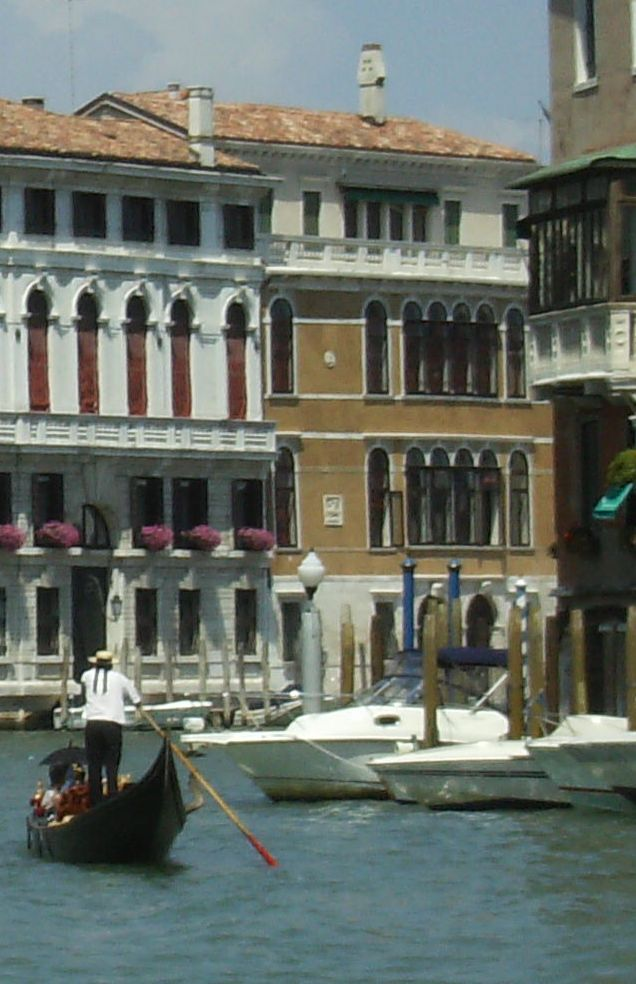
Palazzo Dandolo-Paolucci sul Canal Grande a San Tomà.

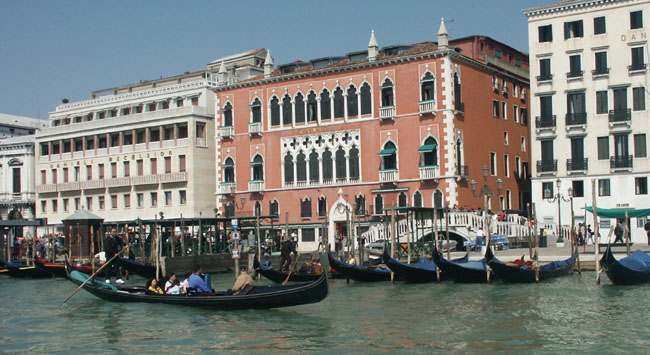
Palazzo Dandolo in Riva degli Schiavoni, oggi Hotel Danieli.

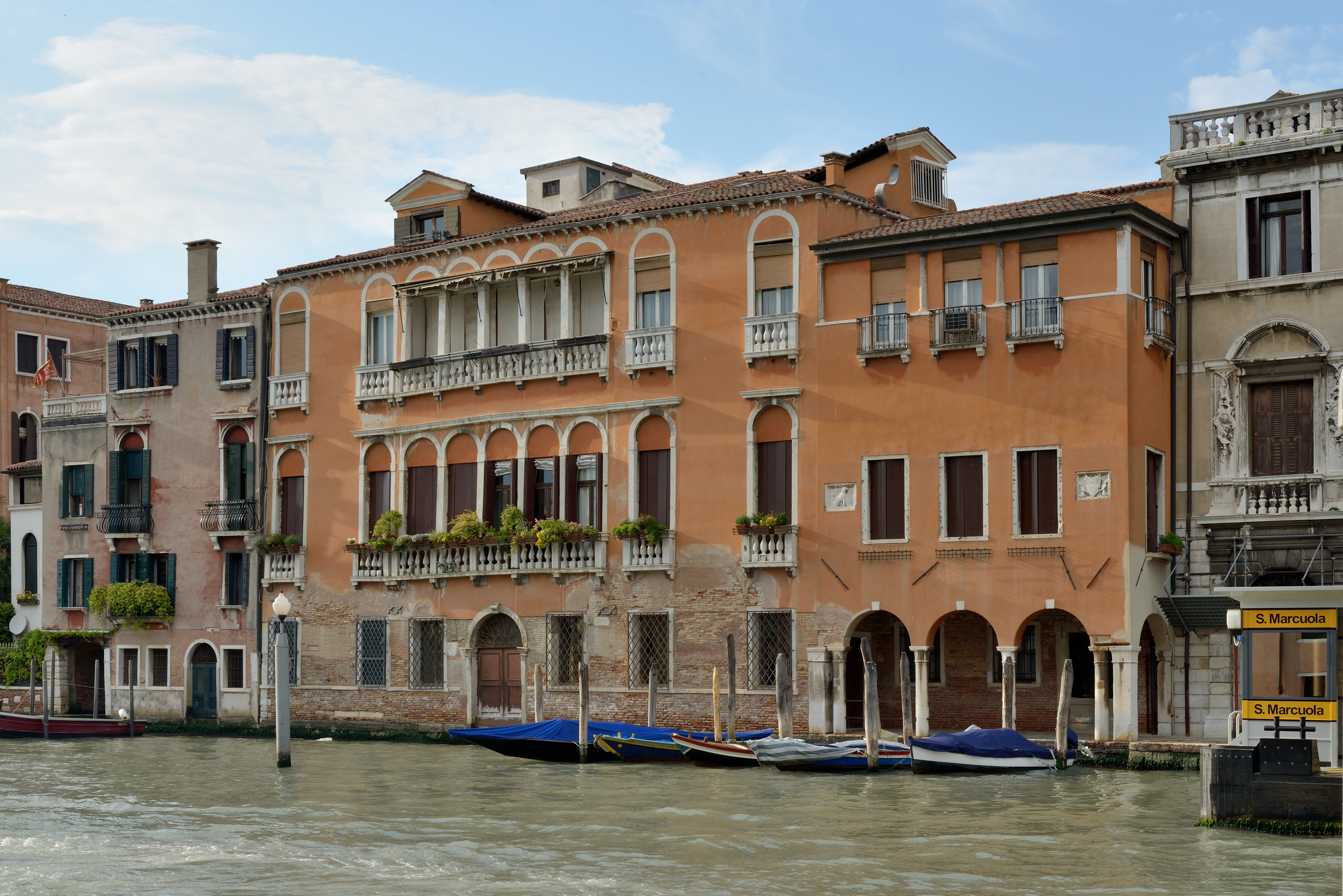
Palazzo Gritti-Dandolo sul Canal Grande agli Scalzi.

Rimasti al vertice della società veneziana negli anni delle guerre con Bisanzio e dei primi rivolgimenti costituzionali che portarono al progressivo indebolirsi del controllo dell'assemblea popolare sul potere ducale, a tutto vantaggio della nascente oligarchia mercantile, i Dandolo giunsero nel 1192 ad assurgere alla dignità ducale con l'elezione di un altro Enrico Dandolo a doge di Venezia e Dalmazia.

Questi, nonostante l'elezione fosse giunta quando era ormai ultraottantenne e affetto da una grave menomazione visiva che portava i contemporanei a descriverlo quasi o del tutto cieco, con la sua tempra d'acciaio diede una svolta sia al destino della famiglia che a quello dello Stato.
Quando nel 1201, il papa bandì la Quarta crociata, ancora nessuno poteva immaginare che due anni dopo la forza di volontà dell'anziano doge veneziano sarebbe stata in grado di indirizzarla prima su Zara, soggiogandola, dopo lunghi anni di rivolte, nuovamente al potere veneziano, e poi sulla stessa Costantinopoli, conquistata nel 1204.

Alla morte di Enrico Dandolo nel 1205, non solo Venezia controllava l'intero mare Adriatico, ma possedeva un nuovo vasto impero coloniale in Oriente, controllando di fatto il neonato Impero Latino.
Al contrario di altre casate veneziane, i Dandolo non tentarono di istituire una dinastia ereditaria, ma negli anni immediatamente successivi al dogado di Enrico Dandolo, Fantino Dandolo assurgeva alla carica di Patriarca latino di Costantinopoli, mentre Marco e Martino Dandolo conquistavano rispettivamente il feudo anatolico di Gallipoli (nel 1205, poi perduta per la nascita dell'Impero di Nicea) e quello egeo di Andro (dal 1207 al 1233).
Mentre a Venezia la famiglia celebrava la propria potenza edificando una nuova grande dimora in stile veneto-bizantino, Ca' Dandolo, e adornandola di marmi che si dice inviati dallo stesso Enrico Dandolo all'indomani della conquista di Costantinopoli, la potenza dei Dandolo passava anche attraverso le donne. Così, mentre Marco Sanudo, nipote di Enrico Dandolo per parte di madre, conquistava il Ducato di Nasso (tenuto dal 1207 al 1566 dai Sanudo e dai Crispo), un'altra nipote del grande Doge, Anna Dandola sposava nel 1216 il gran zupano di Rascia Stefano Nemagna, divenendo con lui prima regina dei Serbi e madre di due sovrani Stefano I Vladislav (re dal 1234 al 1243) e Stefano I Uroš (re dal 1243 al 1276).
Pur rimanendo politicamente influente ed attiva, per circa un ottant'anni (quelli in cui si trovava intimamente legata alla dinastia serba) la famiglia rimase esclusa dal dogado, fino all'elezione nel 1280 Giovanni Dandolo, figlio dell'eroico ammiraglio Gilberto Dandolo, sotto il cui governo venne coniato il primo Ducato d'argento.

La vocazione al comando marittimo rappresentava una delle principali caratteristiche della famiglia. Ancora nel 1298, Andrea Dandolo comandava la flotta veneziana nella guerra contro Genova. Sconfitto tuttavia l'8 settembre nella Battaglia di Curzola, si toglieva la vita fracassandosi la testa contro il remo cui era stato incatenato perché Venezia non subisse l'onta di veder condotto a Genova da schiavo il discendente di colui che aveva dato un impero alla Repubblica.
Nel Trecento la famiglia raggiungerà il dogado altre due volte: nel 1329 con Francesco Dandolo e nel 1343 con Andrea Dandolo, amico personale del Petrarca.

### Declino
A partire da questo momento, però, il ruolo dei Dandolo cominciò progressivamente a declinare, tanto che nel 1440 i Contarini ne rilevavano il palazzo avito di Rialto, mentre un ramo della famiglia erigeva una nuova dimora a San Zaccaria, Palazzo Dandolo, il quale passava comunque nel 1536 ai Gritti. Altre dimore dei Dandolo erano in Canal Grande sulla Riva del Vin e nei pressi di San Tomà.
Nel 1570 Nicolò Dandolo, governatore civile di Nicosia, sostenne l'urto iniziale dell'invasione e dell'assedio della città ad opera dei Turchi Ottomani durante la guerra di Cipro, che con una forza di 100.000 uomini investirono la capitale della Cipro veneziana. Il Dandolo guidò la strenua difesa, ma, non avendo la città abbastanza viveri e mezzi necessari per resistere a un lungo assedio, cadde il 9 settembre. La testa del Dandolo e degli altri dignitari veneziani venne inviata, infilzata su una picca a Famagosta e consegnata a Marcantonio Bragadin come monito alla città dove risiedeva la più grande guarnigione della Serenissima sull'isola.
Nel 1729, con la morte di Livio Sanudo i Dandolo ereditarono i beni di uno dei due rami superstiti dei Sanudo, tramite Laura Sanudo in Dandolo. Nel 1865 il N.H. conte Girolamo Dandolo, direttore dell'Archivio di Stato di Venezia, lasciava in fondo all'Archivio Storico 150 pergamene contenenti notizie riguardanti le famiglia Dandolo, Michiel e Dolfin nei secoli tra il 1213 e il 1734.
Rappresentante della famiglia è S.A.S. Luca Danieli Dandolo. La famiglia è celebrata in città con le fondamenta e il palazzetto Dandolo, entrambi situati nel sestiere di Castello.
Il titolo nobiliare è trasmesso per primogenitura maschile.

## Albero genealogico dei Dandolo
?

│

├Antonio (? – 840 ca.), procuratore di San Marco

│

?
?

│

├Orso (? – 980 c.a.)

│

?

```
?
│

Domenico
 (? – ?) 
, 
mercante

│
└─
Bono
 (? – ?) 
, 
ambasciatore

  ?
  │
  └─
Domenico
 (? - ?) 
, 
ambasciatore

    │
    ├─
Enrico
 (? – 
1182
)
, 28º 
patriarca di Grado

    │
    ├─
Vitale
 (? - ?)
, 
ambasciatore

    │ │
    │ ├─
Enrico
 (
1107
 - 
1205
) 
, 
ambasciatore
 e 41º 
doge di Venezia
 ---- 
Felicita Bembo
 (? - ?) ---- 
Contessa Minotto
 (? - ?)
    │ │ │
    │ │ ├─
Renier
 (? - ?) 
, 
vicedoge
 e 
ammiraglio

    │ │ │ │
    │ │ │ ├─
Anna
 (? - 
1220
 c.a.) --
1216
-- 
Stefano Prvovenčani
 
, 7° 
gran zupano di Rascia
 e poi 1° 
re dei Serbi

    │ │ │ │ │
    │ │ │ │ ├─
Stefano Vladislav I di Serbia
 
, 3° 
re dei Serbi

    │ │ │ │ │
    │ │ │ │ ├─?
    │ │ │ │ │
    │ │ │ │ └─
Stefan Uroš I
 
, 4° 
re dei Serbi

    │ │ │ │
    │ │ │ └─
Gilberto Dandolo
 (? - ?)
    │ │ │   │
    │ │ │   └─
Giovanni
 (? – 
1289
) 
, 48º 
doge di Venezia

    │ │ │     │
    │ │ │     ├─
Andrea
 (? - ?) 
, 
ammiraglio

    │ │ │     │
    │ │ │     ├─
Marco Dandolo
 (? - ?) 
, 
feudatario
 di 
Gallipoli

    │ │ │     │
    │ │ │     ├─
Giovanni
 (? - ?)
    │ │ │     │
    │ │ │     ├─
Enrico
 (? - ?)
    │ │ │     │
    │ │ │     └─
Maria
 (? - ?) ---- 
Marino Gradenigo

    │ │ │
    │ │ ├─
Vitale
 (? - ?)
    │ │ │
    │ │ ├─
Fantino
 (? - ?) 
, 2º 
patriarca latino di Costantinopoli

    │ │ │
    │ │ └─
Marino
 (? - ?) 
, 
feudatario
 di 
Andro

    │ │
    │ └─
Andrea
 (? - ?) --
1151
c.a.
-- 
Primera Polani

    │   │
    │   ├─
Maria
 (? - ?)
    │   │
    │   ├─
Marino
 (? - ?)
    │   │
    │   └─
Giovanni
 (? - ?)
    │     │
    │     └─
Francesco
 (? – 
1339
) 
, 52º 
doge di Venezia
 ---- 
Elisabetta Contarini

    │       │
    │       ├─
Marchesina
 (? - ?)
    │       │
    │       ├─
Sofia
 (? - ?)
    │       │
    │       ├─
Agnese
 (? - ?)
    │       │
    │       ├─
Gratone
 (? - ?)
    │       │
    │       ├─
Maria
 (? - ?)
    │       │
    │       └─
Zarino
 (? - ?)
    │
    └─
Pietro
 (? - ?)
      │
      └─
Fantino
 (? - ?)
        │
        ├─
Agnese
 (? - ?)
        │
        ├─
Simone
 (? - ?)
        │
        └─
Andrea
 (
1306
 – 
1354
) 
, 54º 
doge di Venezia
 ---- 
Francesca Morosini

          │
          ├─
Fantino
 (? - ?) ---- 
Beriola Falier

          │
          ├─
Leonardo
 (? - ?) ---- 
Morosina Morosini
 ---- ?
          │
          ├─
Zanetta
 (? - ?)
          │
          └─
Pietro
 (? - ?)
```